# 대학원대학
대학원대학(大學院大學, graduate university)은 석사ㆍ박사 과정의 대학원만 두고 있는 대학교이다. 대한민국에선 교육부 장관의 인가를 받아 고등교육법 제30조에 의거해 학부 과정은 없고, 대학원 과정만 있는 대학이다. 특정한 분야의 전문 인력을 양성하기 위해 필요한 경우 석ㆍ박사 과정의 대학원만 두고 있다. 특수 전문가 육성을 위한 학제로 이용되며, 의학이나 공학, 신학 계열이 있고 그 중 신학대학원대학교가 가장 많다.

## 같이 보기
- 대한민국의 대학원대학 목록
- 학사후 교육
- 국방대학교 : 고등교육법 제30조에 의거해 설립되지 않았으나 학부 과정은 없고, 대학원 과정만 있다.